# Willy Kreuer
Willy Kreuer (* 28. November 1910 in Köln; † 12. September 1984 in Berlin) war ein deutscher Architekt und Hochschullehrer, der in Berlin in der Epoche der Nachkriegsmoderne regionale Bedeutung erlangte.

## Leben und Werk
Kreuer wurde 1910 in Köln geboren. Der Vorname „Wilhelm“, der auf Kreuers Geburtsurkunde steht, taucht nur gelegentlich in Zeitungsartikeln auf, wurde allerdings von Kreuer selbst nie verwendet.
Zunächst war Kreuer von 1928 bis 1937 in verschiedenen Kölner Architekturbüros tätig, unter anderem bei bedeutenden Architekten wie Martin Elsaesser und Dominikus Böhm. Aus dieser Zeit stammen innovative und moderne Entwürfe. Erst 1937 begann seine Tätigkeit in Berlin, wo er 1938 ständiger Mitarbeiter bei Werner March wurde und dabei mit Neuplanungen für das Elbufer in Hamburg betraut war, ferner einer Stadionsanlage in Belgrad sowie Bauten der jugoslawischen Gesandtschaft im Berliner Botschaftsviertel. Später arbeitete er längere Zeit in Kopenhagen und Budapest. Er nahm 1941 am Architektenwettbewerb für eine Hochschulstadt in Preßburg (heute Bratislava) teil, wurde dann von 1942 bis 1945 zum Kriegsdienst eingezogen. 1945/1946 konnte er seine Tätigkeit als freischaffender Architekt in Berlin wieder aufnehmen und beteiligte sich 1946 erfolgreich am Wettbewerb für die Bebauung und Verkehrslösung des Areals zwischen Hauptbahnhof und Hauptwache in Frankfurt am Main in Zusammenarbeit mit Wolfgang Draesel. Damit nahm eine rege Wettbewerbstätigkeit Kreuers ihren Anfang, die sein Interesse für bedeutende Bauaufgaben zeigte. Es folgte 1948 die Teilnahme am Wettbewerb für eine Wiederaufbauplanung in Frankfurt (Oder) in Zusammenarbeit mit Richard Lüer.
1949–1952 wurde er Assistent am Lehrstuhl für Städtebau der Technischen Universität Berlin, 1951 wurde er dort außerordentlicher Professor. Ein bedeutender Berliner Wettbewerb, an dem er teilnahm, war der Wettbewerb zum Hauptgebäude (Zentrale) der Berliner Bank, Hardenbergstraße 32 im Jahr 1951, ausgeführt wurde jedoch 1952/1953 der Entwurf von Gerhard Siegmann. Seine Bedeutung als Architekt konnte er erstmals 1951 in der Zusammenarbeit mit Fritz Bornemann, Gerhard Jobst und Hartmut Wille an der 1951–1953 errichteten Amerika-Gedenkbibliothek unter Beweis stellen. Es folgte zunächst 1951/1952 der Entwurf und Bau des Rathauses Berlin-Kreuzberg, Yorckstraße 4–11. Kreuer arbeitete beim Entwurf mit Hartmut Wille zusammen. Die Grundsteinlegung des Stahlbeton-Skelettbaus erfolgte im Oktober 1952 (1. Bauabschnitt 1953/1954, 2. Erweiterungsabschnitt 1956–1958).
Sein herausragendstes Werk ist das Fakultäts- und Institutsgebäude für Bergbau und Hüttenwesen der Technischen Universität Berlin am Ernst-Reuter-Platz 1 (1955–1959). Für die Planung und Baudurchführung war Alfred Fitting verantwortlich. Dem städtebaulichen Entwurf für die Interbau im Berliner Hansaviertel lagen die Pläne Kreuers zugrunde; als Bauwerk verwirklichte er dort allerdings nur die katholische Kirche St. Ansgar (1957/1958). Zu wenig beachtet in seiner architektonischen Qualität wird Kreuers Alterswerk, das seit 1963 entworfene und 1965–1968 gebaute Institut für Technische Chemie der Technischen Universität Berlin an der Straße des 17. Juni. Dieses Gebäude wurde als Stahlbetonbau errichtet und mit einer Kunststofffassade verkleidet.

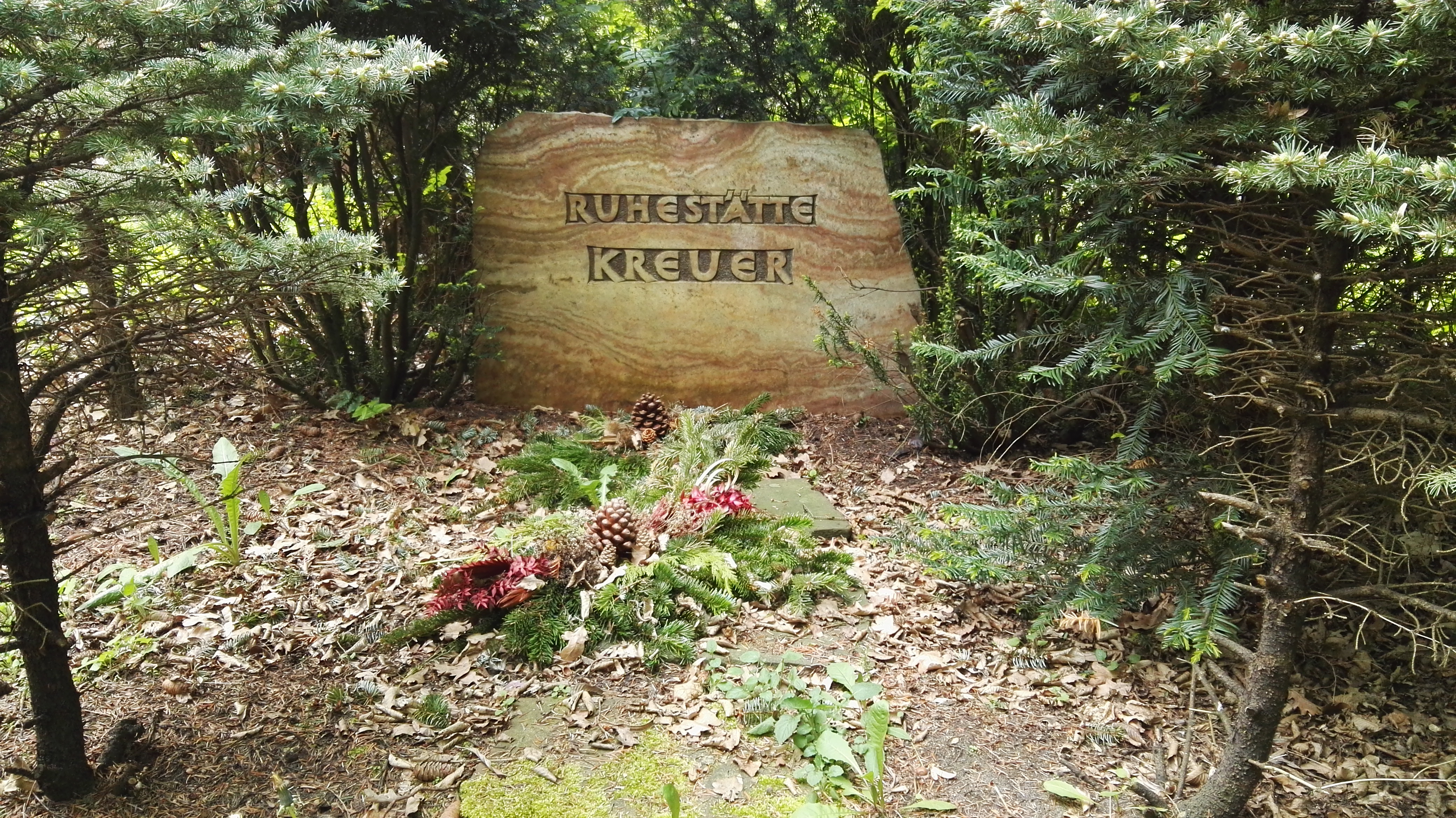
Grabstätte

Seine letzte Ruhestätte fand Kreuer auf dem Heidefriedhof in Berlin-Mariendorf (Grabstelle H II 934/35).

## Bauten und Entwürfe
- 1951–1952: Rathaus Berlin-Kreuzberg an der Yorckstraße (mit Hartmut Wille)
- 1952–1954: Amerika-Gedenkbibliothek in Berlin-Kreuzberg (mit Fritz Bornemann)[2]
- 1953: Bibliothek im Hauptgebäude der Technischen Universität Berlin
- 1954–1960: Wohnhaus für Dr. Pape in Bad Driburg
- 1955–1962: Wohnhäuser im Haspeler Viertel in Wuppertal
- 1956–1958: Institut für Bergbau und Hüttenwesen in Berlin-Charlottenburg, Ernst-Reuter-Platz 1[3]
- 1957: Kath. Kirche St. Ansgar mit Gemeindehaus im Hansaviertel in Berlin, Klopstockstraße 31
- 1959–1961: ADAC-Gauhaus in der Bundesallee in Berlin-Wilmersdorf (mit Herbert Stranz)[4]
- 1960–1974: Chemische Institute der Universität zu Köln
- 1960–1974: Naturwissenschaftliches Zentrum der Universität zu Köln
- 1960–1974: Physikalische Institute der Universität zu Köln
- 1964–1967: Wohnhochhäuser für die Degewo in Berlin-Neukölln
- 1968–1970: Institut für Technische Chemie (Franz-Fischer-Bau) der Technischen Universität Berlin

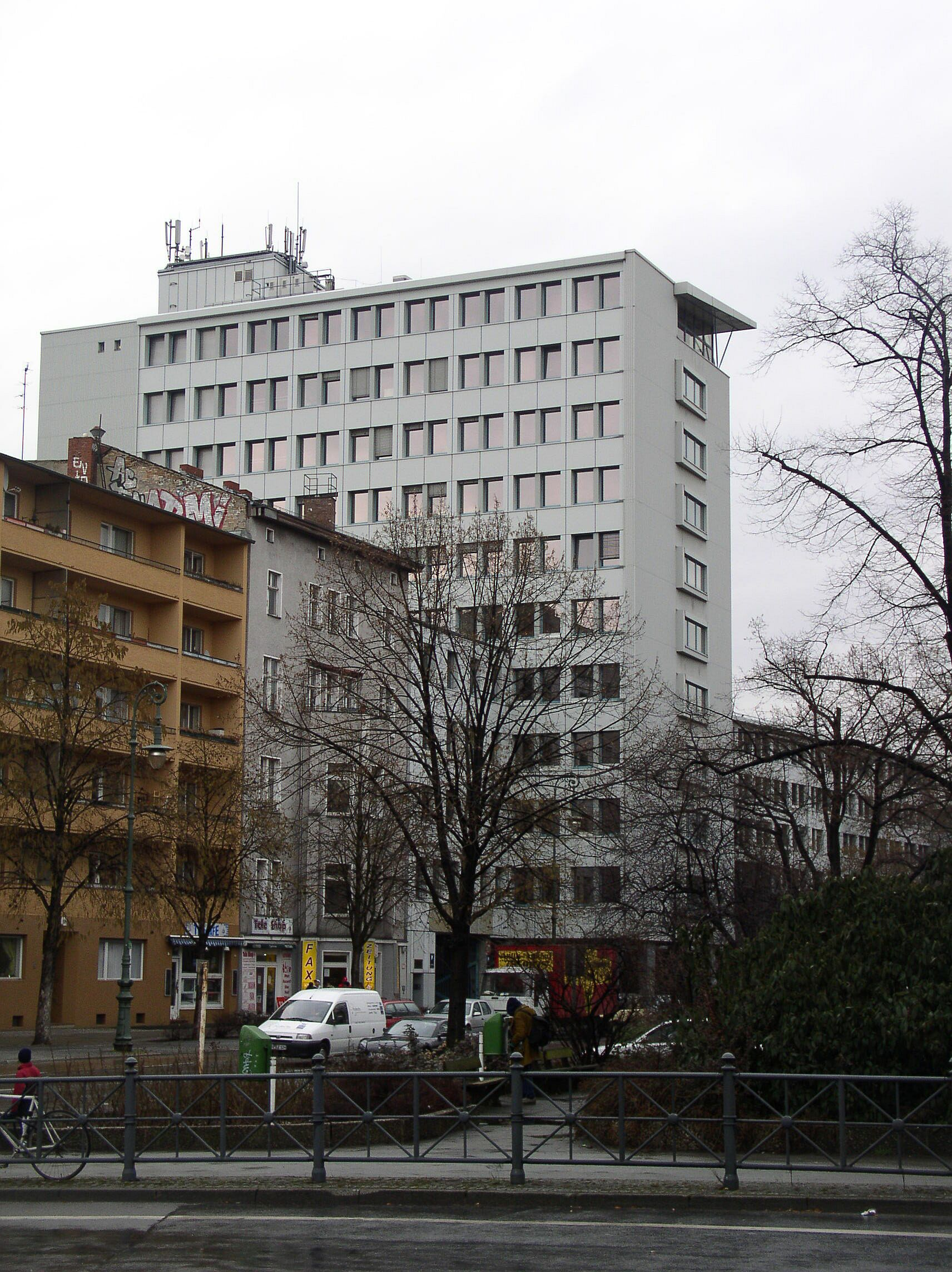
Rathaus Kreuzberg
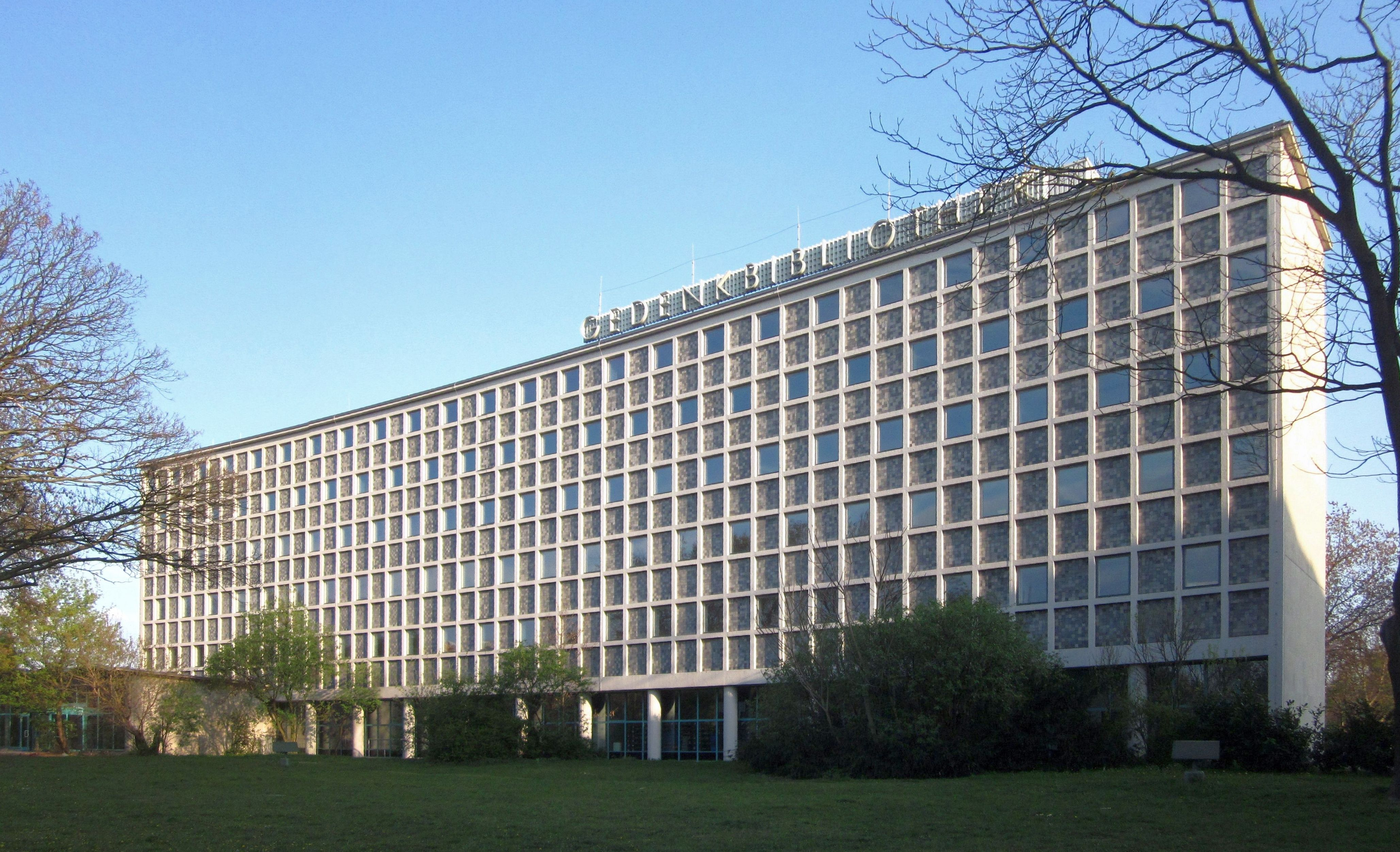
Amerika-Gedenkbibliothek
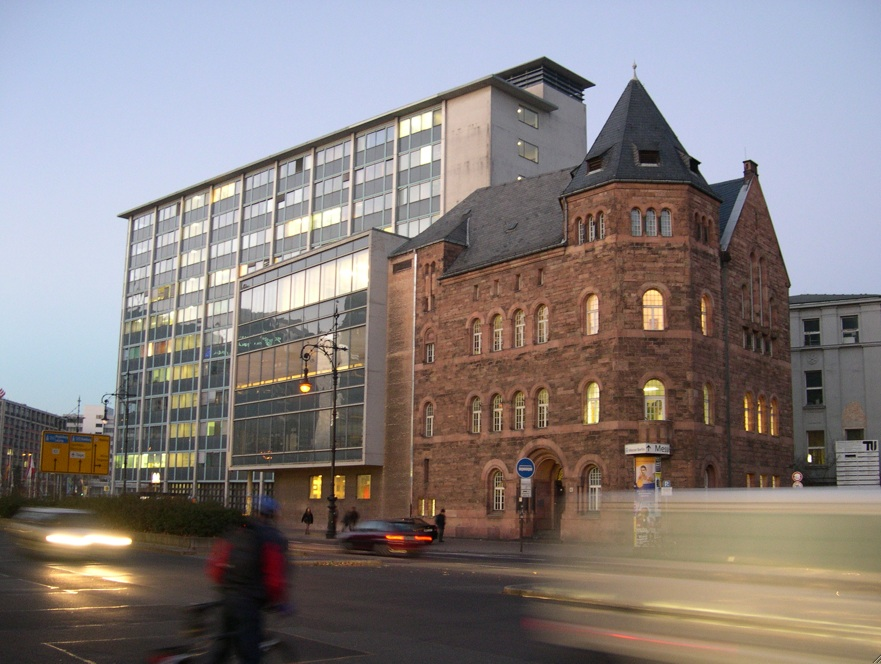
Fakultätsgebäude für Bergbau und Hüttenwesen aus der Hardenbergstraße gesehen, im Vordergrund der Altbau (Aufnahme 2004, vor der Sanierung)